# حرآباد (اراک)
حرآباد (اراک)، روستایی از توابع بخش مرکزی شهرستان اراک در استان مرکزی ایران است.
روستای حرآباد فراهان از شمال به فاصله ۲۵ کیلومتری شهرستان اراک سمت راست جاده اراک فرمهین در جنوب شرقی فراهان و حاشیه شمالی کویر میقان قرار دارد. پیش‌شماره تلفنی این ده ۰۸۶۲۳۲۶ می‌باشد.
دامنه و سردسیر است. آب آن از قنات و محصول آن غلات،'گندم، جو، یونجه و شادانه می‌باشد. بنشن، ارزن و شغل اهالی زراعت و گله داری و صنایع دستی قالیچه، گلیم و جاجیم بافی است
حرآباد دارای یازده قنات بوده که به اسامی ذیل شهرت داشتن:
1. قنات حرآباد
2. قنات نوش آباد
3. قنات سعد آباد
4. قنات علی‌آباد
5. قنات بال
6. قنات ویده
7. قنات اشکول
8. قنات باغ نجمدین
9. قنات مدآباد
10. قنات خانیله
11. قنات خوش آباد

کشاورزی حرآباد به دلیل وجود زمین‌های وسیع و آب کافی، از رونق زیادی برخوردار بوده‌است.
گندم و سیب زمینی حرآباد در تمام کشور نمونه می‌باشد.
گندم حرآباد بهترین گونه گندم ایرانی می‌باشد که از نظر کیفیت قابل مقایسه با هیچ نوع رقم گندم ایرانی نیست.
همچنین سیب زمینی حرآباد از کیفیت بالایی برخوردار است که علاوه بر مصارف خوراکی بیشتر جهت کاشت به شهرهای اطراف صادر می‌شود.
در زمانهای گذشته بهترین پذیرایی و مهمانداری را داشته که از میهمانان با چند نوع غذا نظیر برنج و خورش، آبگوشت خاگینه، شیر برنج، جگر سرخ شده، ترحلوا، کره خودمانی، ماست، چغندر دوغ، کدو سرخ شده، آش جو، آش ماستابه، گل کباب و غیره … پذیرایی می‌کردند.
روستاها و شهرهای همجوار حرآباد فراهان
```
 روستای کمال‌آباد در شرق حرآباد
 شهر داودآباد در جنوب شرقی حرآباد
 روستای ویسمه در جنوب شرقی حرآباد
 روستای ایبک آباد در جنوب حرآباد
 روستای مشهدالکوبه در غرب حرآباد
 
روستای نظام آباد
 در شمال حرآباد
 روستای مصلح آباد در شمال شرقی حرآباد
```

بر گرفته از وب سایت حرآباد نگین فراهان

## جمعیت
این روستا در دهستان مشهد میقان قرار دارد و براساس سرشماری مرکز آمار ایران در سال ۱۳۸۵، جمعیت آن ۲۷۳ نفر (۹۱خانوار) بوده‌است.